# Max Gros-Louis
Magella Gros-Louis conocido como Max Gros-Louis u Oné Onti (Quebec, 6 de agosto de 1931 - Ibídem, 14 de noviembre de 2020) fue un político y empresario canadiense. Durante muchos años fue Gran Jefe de la Primera Nación Huron-Wendat. Fundó y dirigió varias organizaciones importantes, que se dedican a la cultura y los derechos de los pueblos originarios de Canadá.

## Primeros años
Gros-Louis era hijo de Cecile Talbot y Gerard Gros-Louis. Asistió a la escuela en Loretteville, pero la dejó a los 16 años.

## Carrera
De joven, Gros-Louis trabajó como topógrafo y como vendedor ambulante. Más tarde abrió una pequeña tienda "Le Huron" donde vendía raquetas de nieve, mocasines y otras artesanías de las Primeras Naciones y también dirigía una compañía de danza.
En 1964 fue elegido Gran Jefe de la Nación Huron-Wendat en Wendake. Entre 1965 y 1976 fue sucesivamente miembro fundador, vicepresidente y secretario-tesorero de la Association des Indiens du Québec.
En 1983, Gros-Louis representó a los quebequenses de la Primera Nación en conferencias constitucionales federales sobre derecho aborigen. Como jefe, instituyó un programa para fundar empresas y crear empleo en su comunidad. En 1984 se retiró de la vida política, pero en 1987 regresó, una vez más asistiendo a conferencias constitucionales. En 1994 fue reelegido Gran Jefe y permaneció hasta 1996.
Gros-Louis fue director y Vicejefe de la Asamblea de las Primeras Naciones durante diez años. Fue durante cinco años Secretario del Consejo Asesor Indio, y trabajó como administrador del Programa de Desarrollo Económico Aborigen y miembro del Consejo de Multiculturalismo. Gros-Louis ha abogado por un enfoque más individualista de los problemas económicos y sociales que la mayoría de los líderes de las Primeras Naciones.
Max Gros-Louis fue nuevamente elegido Gran Jefe de la Nación Huron-Wendat en 2004, y permaneció en ese puesto hasta 2008, cuando fue derrotado por Konrad Sioui.
En 2010 Gros-Louis se vio envuelto en una polémica cuando aceptó una donación para un museo que aún no existía.
En 2012 se publicó un libro sobre la vida de Gros-Louis, escrito por Alain Bouchard, Max Gros-Louis Le corbeau de Wendake. Fue galardonado como oficial de la Orden Nacional de Quebec y, en diciembre de 2015, recibió la Orden de Canadá con el grado de oficial.
Max Gros-Louis ha escrito una autobiografía titulada First Among the Huron.

## Vida personal
Max Gros-Louis estaba casado con Claire "Tikanakouen" Belair; La pareja tuvo cinco hijos.
Falleció el 14 de noviembre de 2020 a los ochenta y nueve años.